# 诺伊尔堡附近阿默尔丁根
诺伊尔堡附近阿默尔丁根是德国莱茵兰-普法尔茨州的一个市镇。总面积4.49平方公里，总人口283人，其中男性161人，女性122人（2011年12月31日），人口密度63人/平方公里。